# Braunsapis puangensis
Braunsapis puangensis är en biart som först beskrevs av Cockerell 1929.  Braunsapis puangensis ingår i släktet Braunsapis och familjen långtungebin. Inga underarter finns listade.